# Кавказ (Николаевская область)
Кавказ (укр. Кавказ) — село в Березнеговатском районе Николаевской области Украины.
Основано в 1920 году. Население по переписи 2001 года составляло 217 человек. Почтовый индекс — 56234. Телефонный код — 5168. Занимает площадь 0,629 км².

## Местный совет
56234, Николаевская обл., Березнеговатский р-н, с. Лепетиха, ул. Центральная, 1